# (4249) Křemže
(4249) Křemže est un astéroïde de la ceinture principale.

## Description
(4249) Křemže est un astéroïde de la ceinture principale. Il fut découvert le 29 septembre 1984 à l'Observatoire Kleť par Antonín Mrkos. Il présente une orbite caractérisée par un demi-grand axe de 2,97 UA, une excentricité de 0,10 et une inclinaison de 4,7° par rapport à l'écliptique.

## Compléments